# Centre Island, Falklandsöarna
Centre Island är en ö i territoriet Falklandsöarna (Storbritannien). Den ligger i den nordöstra delen av ögruppen, 40 km nordväst om huvudstaden Stanley.